# NGC 4007
NGC 4007 est une galaxie spirale située dans la constellation du Lion. NGC 4007 a été découverte par l'astronome germano-britannique William Herschel en 1785. Cette galaxie a aussi été observée par l'astronome russo-américain Otto Struve le 16 mars 1869 et elle a été inscrite au catalogue NGC sous la désignation NGC 4005.

## Caractéristiques
NGC 4007 présente une large raie HI Selon la base de données Simbad, NGC 4007 est une galaxie LINER, c'est-à-dire une galaxie dont le noyau présente un spectre d'émission caractérisé par de larges raies d'atomes faiblement ionisés.

### Distance
Sa vitesse par rapport au fond diffus cosmologique est de 4 761 ± 22 km/s, ce qui correspond à une distance de Hubble de 70,2 ± 4,9 Mpc (∼229 millions d'al).
À ce jour, trois mesures non basées sur le décalage vers le rouge (redshift) donnent une distance de 80,267 ± 1,007 Mpc (∼262 millions d'al), ce qui est à l'extérieur des valeurs de la distance de Hubble. Notons que c'est avec la valeur moyenne des mesures indépendantes, lorsqu'elles existent, que la base de données NASA/IPAC calcule le diamètre d'une galaxie et qu'en conséquence le diamètre de NGC 4007 pourrait être d'environ 24,5 kpc (∼79 900 al) si on utilisait la distance de Hubble pour le calculer.

### Classification
La base de données HyperLeda classe cette galaxie comme une lenticulaire, mais c'est définitivement une galaxie spirale comme on peut le voir sur l'image obtenue des données de l'étude SDSS.

## Groupe de NGC 3987
Selon A.M. Garcia, NGC 4007 (désignée comme NGC 4005 dans l'article) fait partie du groupe de NGC 3987 qui compterait au moins cinq galaxies. Selon l'article publié par Garcia, les quatre autres galaxies du groupe sont NGC 3987, NGC 4000, NGC 4018 et NGC 4022.
Les galaxies NGC 3987, NGC 4005 et NGC 4022 sont aussi mentionnées dans un groupe décrit par Abraham Mahtessian dans un article publié en 1998, le groupe de NGC 4007, la galaxie la plus brillante du groupe. À la place des galaxies NGC 4000 et NGC 4018 de la liste de Garcia, on y retrouve les galaxies NGC 3997 et NGC 4015.
D'autre part, la galaxie NGC 3997 à une distance de 74,9 Mpc de la Voie lactée se retrouve dans un autre groupe décrit par Garcia qui porte son nom. Les galaxies du groupe de NGC 4007 sont à une distance moyenne de 70,7 ± 2,5 Mpc, celles du groupe de NGC 3987 à 70,4 ± 1,1 Mpc et celles du groupe de NGC 3997 à 73,8 ± 3,7 Mpc. Les galaxies des trois groupes décrits par ces deux auteurs sont toutes situées à des distances assez semblables de la Voie lactée, de 68,6 à 78,7 Mpc. Leur appartenance à l'un ou l'autre des groupes peut donc varier et elle dépend des critères de regroupement utilisés par les auteurs.